# アントニーノ・ヴォットー

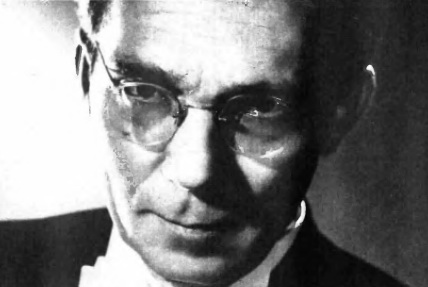
アントニーノ・ヴォットー

アントニーノ・ヴォットー（Antonino Votto, 1896年10月30日 - 1985年9月9日）は、イタリアの指揮者。長年にわたりミラノ・スカラ座で活躍した。
ピアチェンツァに生まれ、ナポリ音楽院で指揮を学ぶ。1923年、大指揮者トスカニーニのもと助指揮者 (répétiteur) としてミラノ・スカラ座に入り、同年同座でのプッチーニ『マノン・レスコー』でデビューを飾った。
1948年からはスカラ座の中心的な指揮者として活躍し、たびたびシーズン開幕日（伝統的に12月7日）のタクトを振るっている。その演奏のいくつかは（録音状態は劣悪ながら）ライブ録音として今日入手可能であり、またスカラ座のメンバーを率いて数々のスタジオ録音も行っている。時としてその解釈・演奏は慣習的あるいは凡庸なものと評されることがあるが、カラス、テバルディ、デル＝モナコ、ディ・ステファーノ、コレッリ、ゴッビ、バスティアニーニなど実力派歌手が綺羅星の如く並ぶ1950年代から1960年代を代表するオペラ指揮者の一人だったのは疑いない。
また1948年から1967年にかけてはミラノ音楽院の指揮科主任教授の地位にもあり、リッカルド・ムーティをはじめとして多くの後進を育てた。
1924年のロンドン・コヴェント・ガーデン歌劇場を皮切りにヨーロッパ各国、ならびに南米の諸劇場でも活躍したが、アメリカでは1960年および70年にシカゴで指揮台に立ったのみだった。
1985年ミラノで長逝。